# Alin Moldoveanu
Alin George Moldoveanu (n. 3 mai 1983, Focșani, Vrancea, România) este un trăgător de tir român ce participă în competiții la categoria tragere cu „pușcă cu aer comprimat 10 m”. A devenit campion olimpic la tir la Jocurile Olimpice de vară din 2012. A concurat de asemena și la Jocurile din 2008, atunci obținând locul 4.
Moldoveanu a câștigat medalia de aur la categoria „pușcă cu aer comprimat 10 m” la Olimpiada de vară din 2012 cu un scor total de 702,1 puncte. El a avut scorul de 599/600 în calificări, egalând recordul olimpic și scorul de 103,1/109 în finală. El mai are în palmares o medalie de bronz la Campionatul European de Tir de la Győr din 2004, patru medalii de argint și una de aur la cupe mondiale, și una de argint la Campionatul Mondial de Tir de la Zagreb din 2006.